# Aerogem Aviation
Aerogem Aviation ist eine ghanaische Frachtfluggesellschaft mit Sitz in Accra und Basis auf dem Flughafen Accra.

## Geschichte
Aerogem Aviation wurde 2000 als Aerogem Cargo gegründet und nahm den Flugbetrieb mit einer geleasten Boeing 707-300C auf. Im Oktober 2004 benannte sie sich in Aerogem Aviation um. Im März 2007 hatte sie 16 Beschäftigte.

## Flotte
Mit Stand Januar 2022 besitzt Aerogem Aviation eine Boeing B707-320C.